# Yekaterina Glazyrina
Yekaterina Ivánovna Glazyrina –en ruso, Екатерина Ивановна Глазырина– (Chaikovski, 22 de abril de 1987) es una deportista rusa que compitió en biatlón. Ganó dos medallas de bronce en el Campeonato Europeo de Biatlón, en los años 2010 y 2011.

## Palmarés internacional
| Campeonato Europeo | Campeonato Europeo   | Campeonato Europeo | Campeonato Europeo |
| Año                | Lugar                | Medalla            | Prueba             |
| ------------------ | -------------------- | ------------------ | ------------------ |
| 2010               | Otepää (Estonia)     | Medalla de bronce  | Relevo             |
| 2011               | Val Ridanna (Italia) | Medalla de bronce  | Individual         |